# Albert de Maurissens
Jhr. Albert Marie Jean Lambert Ghislain de Maurissens (Lovenjoel, 12 september 1917 - Dora, 16 maart 1945) was een zoon van ridder Edouard III A.J.G. de Maurissens (1876-1925), burgemeester van Pellenberg, België.
Edouard III had zeven kinderen. Zijn oudste zoon was Edouard IV (1909-2002), ook ridder, de andere zonen waren jonkheer. Edouard IV werd in 1939 burgemeester van Pellenberg.
Tijdens de Tweede Wereldoorlog behoorde Albert tot het verzet, meer bepaald tot het inlichtingennetwerk Carol. Toen zijn oudste broer burgemeester Edouard IV weigerde een vermoorde collaborateur op te baren in het gemeentehuis van Pellenberg, werden beide broers mishandeld door medestanders van de vermoorde collaborateur en door de Duitsers opgepakt. Beiden werden naar Breendonk en daarna naar concentratiekampen in Duitsland gevoerd. Edouard (die het overleefde) werd in Buchenwald opgesloten. Albert overleed in concentratiekamp Mittelbau-Dora.